# Nguyễn Thị Huyền (hoa hậu)
Nguyễn Thị Huyền (sinh 4 tháng 7 năm 1985 tại Hải Phòng) là Hoa hậu Việt Nam 2004. Cô giành vương miện trong cuộc thi hoa hậu quốc gia được tổ chức vào cuối tháng 10 năm 2004 tại Tuần Châu, Hạ Long, Quảng Ninh.
Cuối năm 2004, cô đại diện cho Việt Nam tham dự cuộc thi Hoa hậu Thế giới tại Trung Quốc. Với khuôn mặt đầy đặn, mộc mạc mang vẻ đẹp đặc trưng của phụ nữ Á Đông, hình thể lợi thế (84-60-92) với chiều cao 1,72 m, cô đã có mặt trong Top 15 (đồng hạng 10 với hoa hậu Trung Quốc).

## Tiểu sử
Nguyễn Thị Huyền sinh ra ở một ngõ nhỏ trên đường Hàng Kênh, quận Lê Chân, thành phố Hải Phòng, trong một gia đình công chức. Cha cô là ông Nguyễn Đình Minh. Mẹ cô là bà Phạm Thị Thúy. Cô còn có một anh trai tên là Nguyễn Đình Thông, từng là du học sinh ở Tây Ban Nha.
Năm 2000 đến 2003, Nguyễn Thị Huyền là học sinh cấp ba chuyên Văn, trường Phổ thông trung học Thái Phiên, Hải Phòng. Năm 2004, cô thi đỗ vào Phân viện Báo chí và Tuyên truyền (nay là Học viện Báo chí và Tuyên truyền). Năm 2005, Nguyễn Thị Huyền bảo lưu kết quả học tập của mình ở Phân viện báo chí và tuyên truyền rồi sang Anh học hệ cử nhân ngành báo chí tại Trường đại học Middlesex, London.
Năm 2007, khi Nguyễn Thị Huyền đang theo học năm thứ hai đại học chuyên ngành báo chí ở Anh, cô đã bí mật đăng kí kết hôn và tổ chức đám cưới với Tống Ngọc Trung, sinh năm 1978, cũng là một người Hải Phòng đang du học tại Anh, con ông Tống Thắng và bà Tâm ở phố Tô Hiệu Hải Phòng. Tống Ngọc Trung lúc đó vừa hoàn tất khóa học thạc sĩ kinh tế ở Anh. Trước khi sang Anh, Tống Ngọc Trung đã tốt nghiệp Đại học Xây dựng và làm việc ở Tổng Công ty Xây dựng Bạch Đằng, Hải Phòng.. Hai người có một con gái tên Tống Khánh Linh. Đến năm 2009, cô đã ly hôn với Tống Ngọc Trung.
Năm 2009, cô tốt nghiệp cử nhân báo chí loại giỏi tại Anh và trở về Việt Nam.
Từ năm 2012, Nguyễn Thị Huyền làm nghiên cứu sinh tại Học viện Báo chí và Tuyên truyền.
Hiện nay, cô sống cùng bố mẹ và con gái ở Hà Nội.

## Sự nghiệp

### Hoa hậu
Năm 2001, Nguyễn Thị Huyền đoạt giải Á hậu 1 cuộc thi Hoa hậu Thể thao Việt Nam tổ chức tại Vũng Tàu. Tháng 10 năm 2004, cô đạt danh hiệu Hoa hậu Việt Nam khi đang là sinh viên năm thứ nhất của Phân viện báo chí và tuyên truyền . Tháng 12 năm 2004, Nguyễn Thị Huyền tham gia cuộc thi Hoa hậu Thế giới ở Tam Á, Trung Quốc và lọt vào danh sách 15 hoa hậu đẹp nhất .

### Sau khi trở thành hoa hậu
Năm 2009, sau khi tốt nghiệp đại học, Nguyễn Thị Huyền cùng con gái trở về Việt Nam sống. Từ năm 2009 đến 2011, cô ký hợp đồng và làm việc tại VTV4 - Ban truyền hình đối ngoại - Đài truyền hình Việt Nam. Ở đây cô góp phần xây dựng chương trình từ thiện mang tên "Cuộc sống vẫn tuơi đẹp" dành cho người khuyết tật được phát hàng tuần trên VTV4 . Trong thời gian này, cô cũng tham gia làm MC tiếng Việt và tiếng Anh cho nhiều chương trình trong và ngoài nước.
Năm 2011, Nguyễn Thị Huyền chấm dứt hợp đồng làm việc tại VTV4. Từ đó, cô không tham gia công việc làm MC, cũng như không xuất hiện trên báo chí và các phương tiện truyền thông. Cô tập trung kinh doanh và mở công ty truyền thông riêng mang tên "NTH Communication" .
Từ năm 2013, cô làm việc tại Viện Nghiên cứu và Truyền thông của Học viện báo chí và tuyên truyền.

### Phim ảnh
- Thời xa vắng (2003)
- Lâu đài tình ái (2010)